# 九鬼山
九鬼山（くきやま）は、山梨県都留市と大月市の境にある山。標高は970mで、相模川水系の桂川と秋山川にはさまれた秋山山稜に位置する。山梨百名山の一峰。富士山の展望に恵まれており、都留市二十一秀峰、秀麗富嶽十二景に選定されている。山頂のほぼ直下をリニアモーターカーの実験線のトンネルが貫通している。
桃太郎伝説があり、大月市の百蔵山で生まれた桃太郎が鬼退治にやってきた山であるという。

## 主な登山ルート
富士急行線禾生駅近くの九鬼集落・田野倉駅方面などから登山道がある。いずれも登り徒歩2時間程度。ちなみに山の直下を走るリニア実験線は山の下のトンネルを1分足らずで通過する。

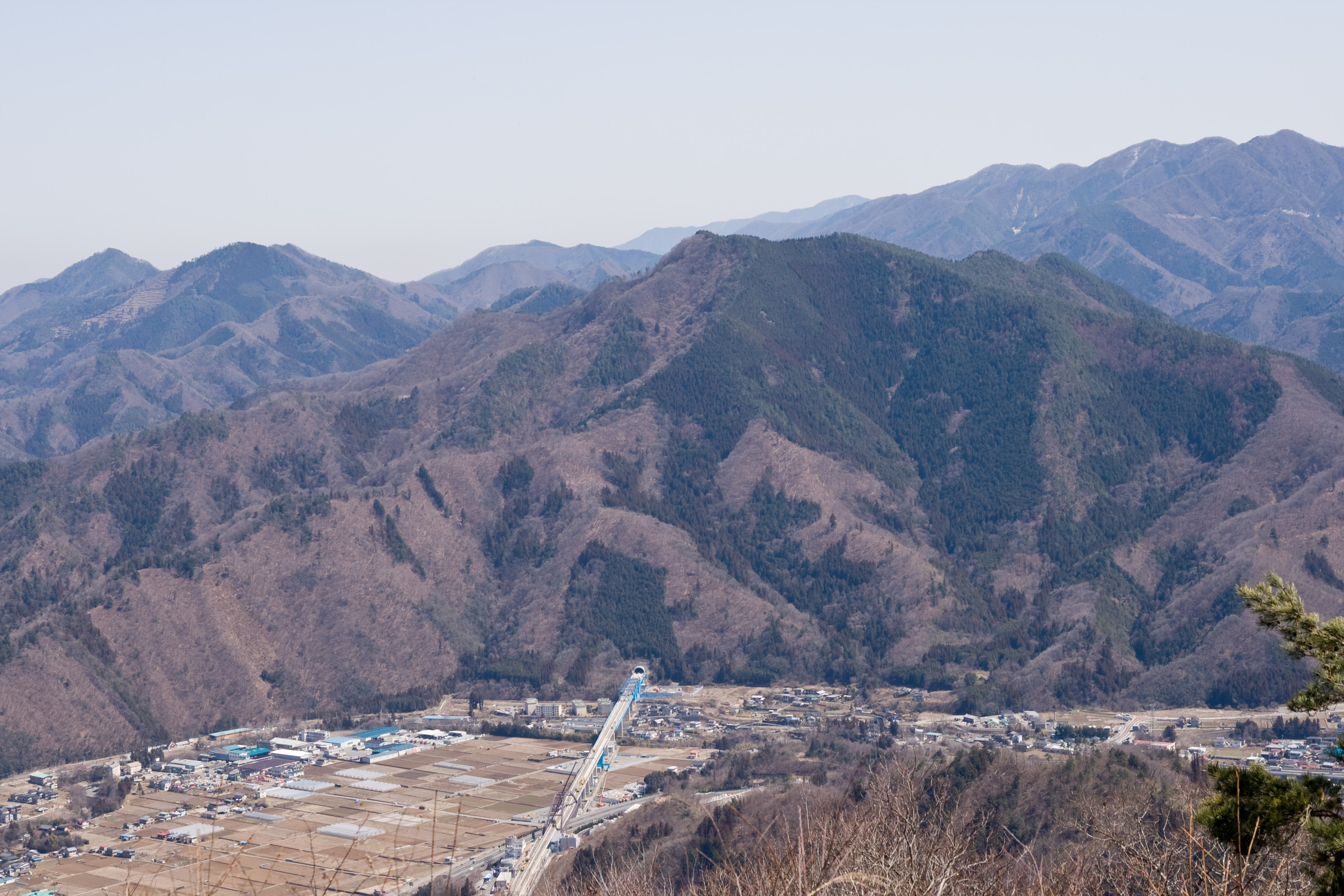
西北西の高川山から望む
九鬼山山頂にて

## 近隣の山
- 高川山
- 岩殿山
- 倉岳山